# Pimpinella acutidentata
Pimpinella acutidentata är en flockblommig växtart som beskrevs av C.Norman. Pimpinella acutidentata ingår i släktet bockrötter, och familjen flockblommiga växter. Inga underarter finns listade i Catalogue of Life.